# GameRankings
GameRankings（ゲームランキング）はかつて存在したコンピュータゲームのレビュー収集サイト。1999年に設立され、CBSインタラクティブが所有していた本サイトは1万4500作以上のゲームに関連する31万5000以上の記事をインデックス化していた。
2019年12月に閉鎖され、サイトのスタッフ及び過去のレビューは類似のレビュー収集サイト「Metacritic」に統合された。

## ランキング
GameRankingsは他のウェブサイトや雑誌からのレビューを収集し、リンクしていた（運営はしない）。数百のレビューが掲載される可能性があるが、GameRankingsが注目に値すると見なされるサイトのレビューだけが平均の算出に使用されていた。スコアは、多くの米国と欧州の情報源から抽出されていた。このサイトでは平均を計算するためにすべてのレビューにパーセンテージの等級を使用していたが、すべてのレビューサイトが同じスコアリングシステムを使用しているわけではない（5または10段階で評価していたり、AやCのような文字グレードを使用していたりする）ので、GameRankingsは他のすべてのタイプのスコアを比較的簡単な変換プロセスを使用してパーセンテージに変更していた。
ゲームに合計6件のレビューが蓄積されると、データベース内の他のすべてのゲームと比較してランク付けされるほか、コンソールの他のゲームと比較してランク付けもされた。

## 閉鎖
2019年12月9日、Gamerankingsは閉鎖され別のレビュー収集サイト「Metacritic」にリダイレクトされるようになった。